# Mistrzostwa Świata w Biegu na Orientację 2008
XXV Mistrzostwa Świata w Biegu na Orientację 2008 - rozgrywane były w okolicach Ołomuńca, w Czechach, w dniach 10-20 lipca 2008 roku. W zawodach wzięło udział 40 reprezentacji.

## Program zawodów
| Dzień    | Konkurencja                   |
| -------- | ----------------------------- |
| 13 lipca | kwalifikacje - sprint         |
| 13 lipca | finał - sprint                |
| 15 lipca | kwalifikacje - długi dystans  |
| 17 lipca | kwalifikacje - średni dystans |
| 17 lipca | finał - średni dystans        |
| 19 lipca | finał - długi dystans         |
| 20 lipca | sztafety                      |

## Wyniki

### Kobiety

#### Sprint
| Sprint                                                               | Sprint    | Sprint                 | Sprint  |
| -------------------------------------------------------------------- | --------- | ---------------------- | ------- |
| Parametry trasy: 2,5 km, 17 punktów kontrolnych, 45 m przewyższenia. |           |                        |         |
| Miejsce                                                              | Kraj      | Imię i nazwisko        | Czas    |
| 1                                                                    | Norwegia  | Anne Margrethe Hausken | 12:42,2 |
| 2                                                                    | Finlandia | Minna Kauppi           | 12:51,5 |
| 3                                                                    | Szwecja   | Helena Jansson         | 13:01,1 |

#### Średni dystans
| Średni dystans                                                     | Średni dystans | Średni dystans     | Średni dystans |
| ------------------------------------------------------------------ | -------------- | ------------------ | -------------- |
| Parametry trasy: 4,8 km, 23 punkty kontrolne, 190 m przewyższenia. |                |                    |                |
| Miejsce                                                            | Kraj           | Imię i nazwisko    | Czas           |
| 1                                                                  | Finlandia      | Minna Kauppi       | 32:35          |
| 2                                                                  | Szwajcaria     | Vroni Koenig-Salmi | 34:37          |
| 3                                                                  | Czechy         | Radka Brožková     | 34:51          |

#### Długi dystans
| Długi dystans                                                       | Długi dystans | Długi dystans     | Długi dystans |
| ------------------------------------------------------------------- | ------------- | ----------------- | ------------- |
| Parametry trasy: 11,9 km, 24 punkty kontrolne, 450 m przewyższenia. |               |                   |               |
| Miejsce                                                             | Kraj          | Imię i nazwisko   | Czas          |
| 1                                                                   | Czechy        | Dana Brožková     | 84:26         |
| 2                                                                   | Norwegia      | Marianne Andersen | 85:09         |
| 3                                                                   | Szwecja       | Annika Billstam   | 85:28         |

#### Sztafety
| Sztafety | Sztafety  | Sztafety                                                    | Sztafety |
| --- | --------- | ----------------------------------------------------------- | -------- |
| Parametry trasy: I, II zmiana: 5,6-5,8 km, 17 punktów kontrolnych, 275 m przewyższenia; III zmiana: 6,9-7,0 km, 22 punkty kontrolne, 300 m przewyższenia. |           |                                                             |          |
| Miejsce | Kraj      | Imię i nazwisko                                             | Czas     |
| 1 | Finlandia | 1. Katri Lindeqvist 2. Merja Rantanen 3. Minna Kauppi       | 133:14   |
| 2 | Rosja     | 1. Galina Vinogradova 2. Yulia Novikova 3. Tatiana Ryabkina | 135:49   |
| 3 | Szwecja   | 1. Annika Billstam 2. Sofie Johansson 3. Helena Jansson     | 136:27   |

### Mężczyźni

#### Sprint
| Sprint                                                             | Sprint     | Sprint           | Sprint  |
| ------------------------------------------------------------------ | ---------- | ---------------- | ------- |
| Parametry trasy: 3 km, 17 punktów kontrolnych, 45 m przewyższenia. |            |                  |         |
| Miejsce                                                            | Kraj       | Imię i nazwisko  | Czas    |
| 1                                                                  | Rosja      | Andrey Khramov   | 13:36,9 |
| 2                                                                  | Szwajcaria | Daniel Hubmann   | 13:39,3 |
| 3                                                                  | Szwecja    | Martin Johansson | 14:13,7 |

#### Średni dystans
| Średni dystans                                                        | Średni dystans | Średni dystans    | Średni dystans |
| --------------------------------------------------------------------- | -------------- | ----------------- | -------------- |
| Parametry trasy: 5,8 km, 27 punktów kontrolnych, 245 m przewyższenia. |                |                   |                |
| Miejsce                                                               | Kraj           | Imię i nazwisko   | Czas           |
| 1                                                                     | Francja        | Thierry Gueorgiou | 33:49          |
| 2                                                                     | Czechy         | Michal Smola      | 34:23          |
| 3                                                                     | Rosja          | Valentin Novikov  | 34:27          |

#### Długi dystans
| Długi dystans                                                         | Długi dystans | Długi dystans   | Długi dystans |
| --------------------------------------------------------------------- | ------------- | --------------- | ------------- |
| Parametry trasy: 17,3 km, 36 punktów kontrolnów, 750 m przewyższenia. |               |                 |               |
| Miejsce                                                               | Kraj          | Imię i nazwisko | Czas          |
| 1                                                                     | Szwajcaria    | Daniel Hubmann  | 106:08        |
| 2                                                                     | Norwegia      | Anders Nordberg | 107:23        |
| 3                                                                     | Francja       | François Gonon  | 108:05        |

#### Sztafety
| Sztafety | Sztafety        | Sztafety                                                  | Sztafety |
| --- | --------------- | --------------------------------------------------------- | -------- |
| Parametry trasy: I, II zmiana: 7,4-7,6 km, 23 punkty kontrolne, 350 m przewyższenia; III zmiana: 8,1-8,4 km, 27 punktów kontrolnych, 400 m przewyższenia. |                 |                                                           |          |
| Miejsce | Kraj            | Imię i nazwisko                                           | Czas     |
| 1 | Wielka Brytania | 1. Graham Gristwood 2. Jon Duncan 3. Jamie Stevenson      | 138:17   |
| 2 | Rosja           | 1. Dmitriy Tsvetkov 2. Andrey Khramov 3. Valentin Novikov | 138:58   |
| 3 | Szwajcaria      | 1. Baptiste Rollier 2. Matthias Merz 3. Daniel Hubmann    | 141:49   |

## Klasyfikacja medalowa
| Miejsce | Państwo         | Złote | Srebrne | Brązowe | Suma |
| ------- | --------------- | ----- | ------- | ------- | ---- |
| 1       | Finlandia       | 2     | 1       | -       | 3    |
| 2       | Rosja           | 1     | 2       | 1       | 4    |
| 2       | Szwajcaria      | 1     | 2       | 1       | 4    |
| 4       | Norwegia        | 1     | 2       | -       | 3    |
| 5       | Czechy          | 1     | 1       | 1       | 3    |
| 6       | Francja         | 1     | -       | 1       | 2    |
| 7       | Wielka Brytania | 1     | -       | -       | 1    |
| 8       | Szwecja         | -     | -       | 4       | 4    |